# بورشن
بورشن (به لهستانی:  Boryszyn) یک روستا در لهستان است که در گمینا لوبژا (استان لوبوسکی) واقع شده‌است. بورشن ۲۱۰ نفر جمعیت دارد.